# سرديان كوليفيتش
سرديان كوليفيتش (بالصربية: Срђан Кољевић)‏ (و. 1966 – 2023 م) هو مخرج أفلام، وكاتب سيناريو، وكاتب سينمائي، وأستاذ جامعي  صربي، ولد في سراييفو، بدأ مشواره المهني سنة 1993، توفي في بلغراد، عن عمر يناهز 57 عاماً.

## وصلات خارجية
- سرديان كوليفيتش على موقع IMDb (الإنجليزية)
- سرديان كوليفيتش على موقع قاعدة بيانات الأفلام العربية
- سرديان كوليفيتش على موقع ألو سيني (الفرنسية)
- سرديان كوليفيتش على موقع أول موفي (الإنجليزية)
- سرديان كوليفيتش على موقع قاعدة بيانات الأفلام السويدية (السويدية)
- سرديان كوليفيتش على موقع قاعدة بيانات الفيلم (الإنجليزية)
- سرديان كوليفيتش على موقع كينوبويسك (الروسية)